# 龍賡言
龍賡言（1853年—1940年），江西省袁州府萬載縣人，清朝政治人物、同進士出身。

## 生平
龙家是江西万载县的世家，父龙池瀚中过举人。他家与夏敬观家为世交，他和夏敬观的哥哥夏敬敏同年中举，也曾随夏父夏献云游历。
光緒十六年（1890年），参加光緒庚寅科殿試，登進士三甲174名。同年五月，著交吏部掣签，分发各省以知县即用。辛亥革命发生后，退居乡里:150。子龙榆生。